# Рейд 21-й танковой бригады на Калинин
Рейд 21-й танковой бригады на Калинин — боевая операция советских войск, проведённая 17 октября 1941 года по выходу  21-й отдельной танковой бригады в тыл калининской группировке немецких войск для содействия освобождению города Калинина силами 16-й армии.

## Предыстория
Прорвав оборону Западного фронта, части 3-й танковой группы при поддержке пехотных дивизий 9-й армии вермахта в период с 2 по 13 октября прошли 215 километров и вышли на подступы к городу Калинину. К 14 октября в районе Калинина были только 5-я и 256-я стрелковые дивизии, сил которых было недостаточно для прочной обороны. Поэтому в течение 14 октября большая часть города была захвачена немецкими войсками. Советское командование не располагало достаточными силами для организации полноценного контрнаступления, тем не менее, были запланированы энергичные наступательные операции силами оперативной группы Н. Ф. Ватутина и 21-й танковой бригады.
21-я отдельная танковая бригада была сформирована 10 октября 1941 года в городе Владимир в составе:
- Управление бригады — 54 чел.
- Рота управления — 175 чел.
- Разведывательная рота — 107 чел.
- 21-й танковый полк — 422 чел.
  - 1-й танковый батальон
  - 2-й танковый батальон
- Мотострелково-пулемётный батальон — 422 чел.
- Зенитный дивизион
- Ремонтно-восстановительная рота — 91 чел.
- Автотранспортная рота — 62 чел.
- Медико-санитарный взвод — 28 чел.

На 10 октября 1941 года в бригаде насчитывался 61 танк: 19 Т-34 с 76-мм пушками, 10 Т-34-57 с 57-мм пушками ЗИС-4, 2 ХТ-26, 5 БТ-2, 15 БТ-5 и БТ-7, 10 Т-60 и 4 САУ ЗИС-30.
12 октября 1941 года начальником АБТУ Я. Н. Федоренко перед 21-й отдельной танковой бригадой была поставлена задача после получения танков следовать через Москву в Калинин, разгрузиться там и не допустить захвата города. 13 октября 1941 года на станцию Владимир прибыли эшелоны с танками из Горького и Харькова. Харьковский эшелон уже был полностью укомплектован экипажами. Их не разгружали, пополнили боеприпасами и имуществом. К рассвету 14 октября пять эшелонов бригады прибыли на Курский вокзал Москвы, где представитель Генштаба РККА полковник Демидов подтвердил приказ генерала Федоренко следовать в Калинин. Обстановку в городе он уточнить не мог. По прибытии на станцию Клин офицер связи передал начальнику штаба бригады Д. Я. Клинфельду топографические карты окрестностей Калинина, но прояснить обстановку также не смог.
По прибытии на станцию Завидово, от начальника станции стало известно, что Калинин уже занят противником, станция Редкино эвакуируется, а высоких платформ, пригодных для выгрузки техники, на этом участке больше нет. В связи с этим, бригада была вынуждена разгружаться в Завидово, а оставшиеся 5 эшелонов — на станции Решетниково.
Во второй половине дня 14 октября пошёл густой мокрый снег, прикрывший бригаду от авиаразведки. 16 октября 21-я танковая бригада в условиях дождливой осени преодолела вдоль восточного побережья Московского моря более 10 км и форсировала две реки: Ламу и Шошу, потеряв на переправе один танк (командир Исаак Окрайн), где для обороны была оставлена рота мотострелков. В этот же день, разгромив немецкий гарнизон, бригада заняла село Тургиново. Штаб расположился в деревне Селище.

## Ход операции
Рано утром 17 октября 1941 года началось запланированное советским командованием наступление 21-й танковой бригады на Калинин, захваченный 3 днями ранее немецкими войсками, тремя группами.
Первая из трёх групп под командованием командира 21-го танкового полка М. А. Лукина ушла из района села Тургиново на запад к Волоколамскому шоссе в район деревни Панигино, вышла на шоссе и двинулась на север к селу Пушкино, где располагался штаб противника.
Вторая группа командира батальона М. П. Агибалова наносила удар по селу Пушкино, где располагался штаб противника. Третья группа старшего лейтенанта И. И. Маковского из Тургиново пошла на Калинин по Тургиновскому шоссе.
Танки старшего сержанта C. Х. Горобца и командира взвода Киреева, выйдя на Волоколамское шоссе, шли впереди батальона майора Агибалова с задачей выявлять противника и уничтожать его огневые средства. Группа Агибалова некоторое время двигалась незамеченной за немецкой колонной автомашин с пехотой и бронетехникой. Но вскоре немцы обнаружили, что за ними следуют советские танки, по головным машинам был открыт огонь из противотанковых орудий. Танк Киреева был подбит, а экипаж Горобца оторвался от своей колонны на 500 метров и избежал несколько мощных авиаударов врага с воздуха.
В селе Пушкино танкисты группы Агибалова встретили сильное сопротивление и разгромили германский штаб. Группа за первые два часа рейда уничтожила 10 танков, до 40 автомашин с пехотой, 6 орудий и несколько тягачей, до 15 автоцистерн с горючим. Их действия в районе села Пушкино поддержала вторая танковая колонна майора Лукина. К деревне Трояново обе группы прорвались вместе.
Танк Т-34 № 3 старшего сержанта С. Х. Горобца (механик-водитель старший сержант Литовченко Ф. И., башенный стрелок сержант Коломиец И. К., стрелок-радист Пастушин И. И.), оторвался от основной группы, прошёл по проспектам 50-ти лет Октября и Ленина, с боями прорвался в центр Калинина, а затем — на его восточную окраину, где держала оборону 5-я стрелковая дивизия.
Судьба других танковых экипажей сложилась иначе. Пока танк С. Х. Горобца успешно прорывался через город, на улицах Калинина были подбиты или сгорели в своих танках 7 других экипажей из 1-го батальона капитана М. П. Агибалова.
Экипаж танка старшего политрука Г. М. Гныри (механик-водитель Ковалёв К. Ф., радист-стрелок Борисов В. Г., башенный стрелок Захаров И. С., автоматчик Ищенко В. А.), комиссара 1-го батальона 21-го полка, на Волоколамском шоссе атаковал немецкую колонну, уничтожив 29 машин и 3 противотанковые пушки. Затем танк ворвался на аэродром, располагавшийся на окраине Калинина, где находилось до 50 самолётов авиации противника. Один бомбардировщик был протаранен, второй уничтожен огнём из пушки. Бомбовыми ударами с поднявшихся самолётов танк Гныри был подбит, но сам он, сержант Ищенко и стрелок Захаров сумели с боем прорваться к своим.
Другой танк Т-34 старшего сержанта С. Е. Рыбакова (механик-водитель Т. П. Пырх, стрелок-радист Терентьев, командир роты лейтенант Кудрявцев) прорвался к городу в районе нынешнего микрорайона «Южный». Здесь они также атаковали вражеский аэродром, уничтожили много самолётов противника, но немцы подбили танк, окружили танкистов и взяли их в плен; впоследствии Рыбакову удалось бежать.
Танковый экипаж старшины Алексея Шпака прорвался на южную окраину Калинина, где в это время ещё шёл бой с немцами. Уничтожая технику противника, Шпак повёл свой танк к железнодорожному вокзалу, где, вступив в неравный бой, погиб.
Танк Т-34 лейтенанта Воробьёва прорвался на южную окраину Калинина, где было уничтожено три огневые точки и несколько автомашин. В дальнейшем, экипаж смог продвинуться дальше в центр города, где, в продолжении уличных боев, погиб.
На улицах города Калинина погиб и экипаж лейтенанта Я. Н. Малева, успевшего уничтожить несколько грузовых машин с немецкой мотопехотой.
Экипаж танка лейтенанта Д. Г. Луценко совершил таран немецкой САУ StuG III лейтенанта Тачински из 660-й батареи штурмовых орудий. Завести танк не удалось, и экипаж был взят в плен, его дальнейшая судьба неизвестна.
Был взят в плен экипаж Журбенко Ивана Григорьевича.
В ходе боя у деревни Напрудное отказало основное орудие танка командира Агибалова, который стал лёгкой мишенью для немецких противотанковых орудий. Танк был подбит, и, прикрывая отход своего экипажа к лесу, капитан Агибалов погиб.
У моста через реку Каменку у деревни Трояново была разорвана гусеница танка майора М. А. Лукина, и восстановить её не удалось. Продолжая упорный бой из неподвижной машины, танкисты израсходовали весь боезапас. Прикрывая отход своего экипажа (механик-водитель сержант Нененко, башенный стрелок Сашков, радист-стрелок Емельянов, автоматчик Емельянов), майор Лукин погиб.
Группа И. И. Маковского продолжала своё движение по тургиновскому шоссе к Калинину. У деревни Покровское танкисты с мотострелками разгромили до батальона противника, и продолжили продвижение к Калинину. В районе деревни Володино группа приняла ещё один бой. На южной окраине города группа прорвала оборону и устремилась в район железнодорожного вокзала, где у немцев был укреплённый пункт. Там группа понесла тяжёлые потери, сам Маковский был тяжело ранен.
Встретив значительное сопротивление, батальонный комиссар 21-го полка Закалюкин вывел из рейда и боя в лес под деревней Трояново двенадцать танков Т-34 из группы Лукина, где они провели весь день и всю ночь с 17 на 18 октября, скрываясь от немцев, при этом горючее и боекомплект у них не были израсходованы. Комиссар Закалюкин и командир 2-й роты 21-го полка старший лейтенант Болдырев подобрали в районе деревни Трояново трёх членов экипажа танка майора Лукина, узнав о его гибели. Обстановка была неясной, и было принято решение о выдвижении на восток, где держала оборону 29-я армия.

## Потери сторон
По советским данным, в ходе рейда 17 октября 1941 года под Калинином и в самом городе было уничтожено 38 танков противника, до 200 автомашин, 82 мотоцикла, около 70-ти орудий и миномётов, не менее 16-ти самолётов на аэродромах, 12 цистерн с горючим, большое число солдат и офицеров, разгромлено 3 штаба.
Всего в боях с 16 по 19 октября 1941 года из состава 21-й танковой бригады было потеряно 25 танков (Т-34 — 21, БТ — 3 и Т-60 — 1) и 450 человек личного состава.

## Итоги операции
Внезапный прорыв танков 21-й танковой бригады на ближние подступы к городу Калинину, а затем и в сам город с юга и юго-запада вызвал замешательство, а местами и панику у частей противника, нанёс ему большие потери. Однако этим и другими ударами по Калинину советскому командованию не удалось овладеть городом. Итогом действий советских войск под Калининым стал срыв выполнения основной задачи, ради которой 3-я танковая группа вермахта разворачивалась от Москвы на север. Так, 1-я танковая дивизия, продвигавшаяся на север к Вышнему Волочку, была отозвана для поддержки оборонявшейся в городе 36-й моторизованной дивизии. Началась немецкая оккупация Калинина.